# Палоло црв
Палоло црв (лат. Eunice viridis) је чекињасти црв из реда Eunicida.

## Угроженост
Подаци о распрострањености ове врсте су недовољни.

## Распрострањење
Ареал врсте је ограничен на мањи број држава у централном западном Пацифику. 
Врста је присутна у Самои, Индонезији, Фиџију и Америчкој Самои.